# Colletia hystrix
Colletia hystrix là một loài thực vật có hoa trong họ Táo. Loài này được Clos mô tả khoa học đầu tiên năm 1847.